# Bocenago
Bocenago là một đô thị ở tỉnh Trento ở vùng Trentino-Alto Adige/Südtirol của Ý, tọa lạc cách 30 km về phía tây của Trento. Tại thời điểm ngày 31 tháng 12 năm 2004, đô thị này có dân số 394 người và diện tích là 8,5 km².
Bocenago giáp các đô thị: Spiazzo, Strembo, Caderzone, Massimeno, Stenico, Montagne, và Bleggio Inferiore.